# Attounissia
Attounissia (arabe : التونسية) est un quotidien national tunisien, de langue arabe, fondé en décembre 2011 par Nasreddine Ben Saïda. Son siège social se trouve à Tunis, capitale du pays. Sa version numérique date de 2008.
Le 12 mai 2016, 21 journalistes et trois techniciens entament un sit-in devant le siège du journal qu'ils disent avoir trouvé fermé. Selon le président du Syndicat national des journalistes tunisiens (en), Néji Bghouri, « le patron d'Attounissia a fermé le journal et n'a pas payé ses employés depuis février alors qu'il prépare dans le même temps le lancement d'une nouvelle revue ».